# Jan Boonen
Jan Boonen, né le 25 mars 1940 à Hasselt, est un coureur cycliste belge actif dans les années 1960.

## Biographie

### Carrière cycliste
Après deux saisons en amateurs réussies avec une victoire d'étape sur le Triptyque ardennais, il passe professionnel au sein de l'équipe Flandria-Faema en 1962. Durant ses quatre années passées dans l'équipe belge, il réalise de bons résultats sur les classiques flandriennes, en remportant le Grand Prix Cerami. En 1966, il passe dans l'équipe Dr. Mann et participe à ses premiers grands tours : le Giro et le Tour en 1966 et la Vuelta en 1970. Il ne terminera aucune de ses courses, ne rentrant jamais dans les délais. 

### Carrière de directeur sportif
En 2005, il intègre le staff de l'équipe Amuzza.com-Davo. Il en devient l'année suivante directeur sportif jusqu'à 2007 et la perte de la licence « Continentale » de la formation.

## Palmarès sur route

### Par année
- 1960
  - 2ea étape du Triptyque ardennais
- 1961
  - Grand Prix Victor Bodson
- 1963
  - Champion du Hainaut indépendants
  - Tour de Belgique indépendants :
    - Classement général
    - 1re étape

  - 1re étape de la Ronde des Flandres
  - 3e du Circuit franco-belge
- 1964
  - 6eb étape du Tour de Belgique indépendants (contre-la-montre)
  - 9eb étape du Tour du Portugal
  - 2e de Munich-Zurich
  - 3e de Stal-Koersel
- 1965
  - Grand Prix Cerami
  - 3e de la Flèche de Heist
  - 3e de la Super 8 Classic
- 1966
  - 2e de la Flèche Mosane
  - 3e de la Coupe Sels
- 1967
  - Circuit du Houtland
- 1969
  - Circuit du Limbourg
  - 2e de la Flèche Mosane
  - 2e de la de la Flèche hesbignonne-Cras Avernas

## Bilan sur les grands tours

### Tour d'Italie
1 participation :
- 1966 : abandon

### Tour de France
1 participation :
- 1966 : hors-délais (16e étape)

### Tour d'Espagne
1 participation : 
- 1970 : hors-délais (9e étape)